# Jemen i olympiska sommarspelen 1996
Jemen deltog i de olympiska sommarspelen 1996 med en trupp bestående av fyra deltagare, men ingen av landets deltagare erövrade någon medalj.

## Brottning
Lätt flugvikt, grekisk-romersk stil
- Abdullah Al-Izani

## Friidrott
Herrarnas maraton
- Mohamed Al-Saadi
  - Final: 2:40:41, 101:a plats

Herrarnas 400 meter
- Anwar Mohamed Ali
  - Heat 7: 50,81, 8:e plats i heat

Herrarnas 800 meter
- Saeed Basweidan
  - Heat 8: 1:49,35, 6:e plats i heat